# Gurk
Gurk (slovensk Krka) er en flod i den Østrigske delstat Kärnten, og er en biflod til Drau (Drava). Med sine 157 kilometer et det den længste flod som kun løber  Kärnten. Desuden er det navnet mindre by i Kärnten med sin egen domkirke - Dom zu Gurk.
Gurk starter i Gurktaleralperne, en del af alperne og en nordlig, central del af Kärnten. Floden kommer fra Gurksee og Torersee, to søer som ligger nær grænsen til Steiermark. Derfra løber den mod sydvest, så øst og så mod syd igen, før den løber sammen med Drau ved byen Völkermarkt.
Blandt Gurks bifloder er  Görtschitz, Metnitz og Glan.

## Referanser
1. ↑  "flussraumagenda.de". Arkiveret fra originalen 12. marts 2014. Hentet 16. marts 2020.

- Wikimedia Commons har flere filer relateret til Gurk

46°54′36″N 13°56′59″Ø / 46.909922°N 13.949844°Ø